# Огути
Огу́ти (яп. 大口町 О:гути-тё:) — посёлок в Японии, находящийся в уезде Нива префектуры Айти. Площадь посёлка составляет 13,58 км², население — 22 789 человек (1 июня 2014), плотность населения — 1678,13 чел./км².

## Географическое положение
Посёлок расположен на острове Хонсю в префектуре Айти региона Тюбу. С ним граничат города Инуяма, Конан, Комаки и посёлок Фусо.

## Население
Население посёлка составляет 22 789 человек (1 июня 2014), а плотность — 1678,13 чел./км². Изменение численности населения с 1980 по 2005 годы:
| 1980 | 16 195 чел. |  |
| 1985 | 17 247 чел. |  |
| 1990 | 17 464 чел. |  |
| 1995 | 19 031 чел. |  |
| 2000 | 20 633 чел. |  |
| 2005 | 21 602 чел. |  |

## Символика
Деревом посёлка считается османтус, цветком — цветок сакуры.